# Guillaume Roussel
Guillaume Roussel (* 18. März 1980) ist ein französischer Filmkomponist.

## Karriere
Guillaume Roussel stammt aus einer musikalischen Familie. Sein Großvater war Komponist und Direktor des Bogota Conservatory. Während seiner Kindheit erlernte er das Piano. Er studierte Musik in Saint-Maur, am Centre d’informations musicales in Paris und am Centre des Musiques Didier Lockwood.
Mit dem von Frederic Lumiere inszenierten Liebesdrama Tomorrow Is Today debütierte Roussel 2006 als hauptverantwortlicher Filmkomponist für einen Langspielfilm. Seitdem war er für die Musik von über 40 unterschiedliche Film- und Fernsehprojekten verantwortlich, darunter Filme wie 3 Days to Kill, Der Unbestechliche – Mörderisches Marseille und Die Macht des Bösen. Seit 2010 komponierte er, auf Einladung von Hans Zimmer für dessen Studio Remote Control Productions, zusätzliche Musik für Hollywoodproduktionen wie Pirates of the Caribbean – Fremde Gezeiten und Mr. Morgans letzte Liebe.

## Filmografie (Auswahl)
- 2006: Tomorrow Is Today
- 2009: Tödlicher Schwarm – Sie greifen an! (Panique!)
- 2012: Die Vollpfosten (Les seigneurs)
- 2013–2014: Crossing Lines (Fernsehserie, 19 Folgen)
- 2013: It Boy – Liebe auf Französisch (20 ans d’écart)
- 2014: 3 Days to Kill
- 2014: Der Unbestechliche – Mörderisches Marseille (La French)
- 2014: Outcast – Die letzten Tempelritter (Outcast)
- 2015: Mit dem Herz durch die Wand (Un peu, beaucoup, aveuglément!)
- 2017: Die Macht des Bösen (The Man with the Iron Heart)
- 2017: Ein Lied in Gottes Ohr (Coexister)
- 2017: Ransom (Fernsehserie)
- 2017–2019: Happy! (Fernsehserie)
- 2019: The Spy (Miniserie)
- 2020: Bac Nord – Bollwerk gegen das Verbrechen (BAC Nord)
- 2022: Ein MordsTeam ermittelt wieder (Loin du périph)
- 2022: November (Novembre)
- 2023: Die drei Musketiere – D’Artagnan (Les Trois Mousquetaires: D’Artagnan)
- 2023: Die drei Musketiere – Milady (Les Trois Mousquetaires: Milady)
- 2023: The Expendables 4 (Expend4bles)
- 2024: Lift
- 2024: Die Werwölfe von Düsterwald (Loups-garous)
- 2025: Verirrte Kugel 3 (Balle perdue 3)